# Solberget
Solberget is een dorp binnen de Zweedse gemeente Gällivare. Via Solberget kan men toegang krijgen tot het Grannlandet Natuurreservaat. Op de grens ligt een wildpark.